# Società promotrice di belle arti (Torino)
La Società promotrice di belle arti, nota anche come Promotrice delle belle arti o ancor più semplicemente Società o Promotrice, è una galleria d'arte situata a Torino.

## Storia
Il 28 febbraio 1842, undici tra nobili e artisti torinesi, desiderosi di promuovere l'arte e gli artisti dell'epoca nel capoluogo piemontese, si riunirono presso la dimora del conte Cesare Della Chiesa di Benevello e fondarono la Società promotrice delle belle arti. Per avviarne le attività, fu raccolto un finanziamento di 2.000 lire tramite la sottoscrizione di azioni del valore di venti lire l'una da parte di cento mecenati.
Già un paio di mesi dopo, nell’aprile del 1842, fu allestita la prima esposizione d'arte curata dalla Società, che si tenne in un salone del palazzo dei Marchesi D'Oria a Ciriè. Successivamente, le mostre ebbero cadenza annuale e si tennero in vari palazzi cittadini messi a disposizione da diverse famiglie nobili, fino al 1863, quando si stabilirono per più di 50 anni in un palazzo di Via della Zecca (oggi Via Verdi), divenendo un avvenimento di rilievo nella vita mondana torinese. Nel 1914 fu stilato un accordo tra il Municipio di Torino e la Promotrice: in cambio di un canone simbolico, fu assegnato alla Società un terreno nei pressi del Castello del Valentino su cui costruire la nuova sede, e da allora le mostre si tengono lì.

## Sedi

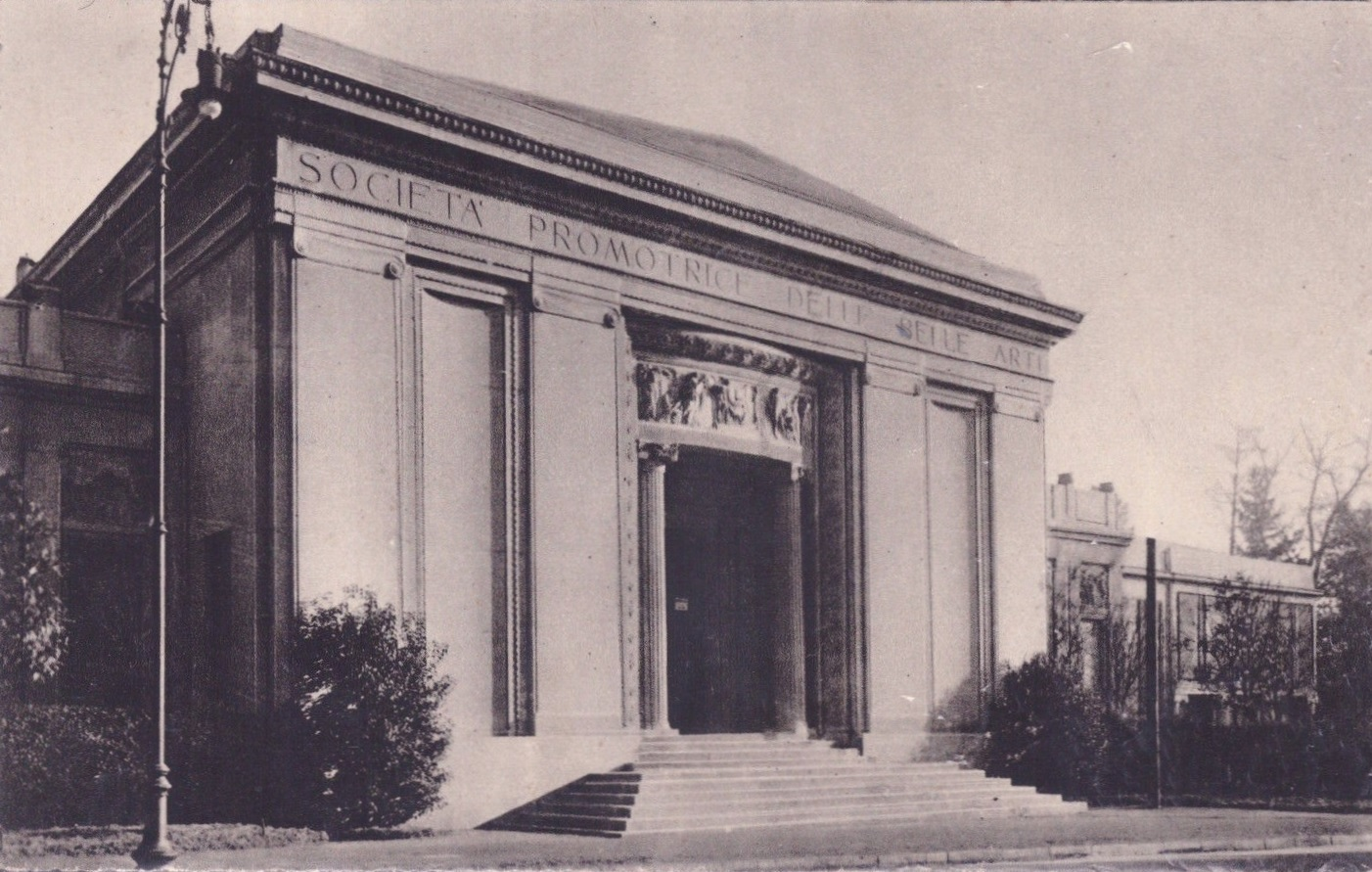
Il palazzo della Società promotrice delle belle arti a Torino in una cartolina del XX secolo

La Promotrice ha avuto negli anni diverse sedi, pur rimanendo sempre all'interno della città di Torino:
- in via Lagrange 7 (1842);
- nella casa del Conte di Benevello, nell’allora contrada Carlo Alberto 13 (1843-1849);
- nella sala della Pallacorda, in Piazza Carignano (1850-1855);
- presso l'Accademia Albertina (1855- 1862);
- nel palazzo di Carlo Ceppi (1863-1880);
- in piazza d’armi (1880-1884);
- nuovamente nel palazzo di Carlo Ceppi (1884-1914);
- nel parco del Valentino, in via Balsamo Crivelli 11 (1914 - oggi).

La palazzina che ancora oggi ospita la Società fu realizzata nel 1916 su progetto di Enrico Bonicelli ed abbellita con opere di Davide Calandra, Giulio Casanova ed Edoardo Rubino; fu più volte rimaneggiata negli anni '20 e '30, con l'aggiunta del portico in stile neoclassico, di decorazioni liberty, e di nuovi padiglioni secondo un progetto di Giovanni Chevalley ma durante la seconda guerra mondiale subì gravi danni a causa dei bombardamenti aerei nemici dell’11 novembre 1942, 12 dicembre 1942 e 13 luglio 1943. Nel novembre del 1945 la Società ottenne dalla Giunta popolare (l'organo di governo del Comune di Torino tra la liberazione e le prime elezioni amministrative del dopoguerra) un contributo di 100.000 lire per la riparazione dell'edificio, tale stanziamento fu approvato con la seguente motivazione:
(Asct, VIII Amm. LL. PP., deliberazioni della Giunta popolare, 10 novembre 1945, verbale 37, § 84)